# 阿尔贝特·阿恩海特尔
阿尔贝特·阿恩海特尔（德語：Albert Arnheiter，1890年7月20日—1945年4月26日），德国男子赛艇运动员。他曾代表德国参加1912年夏季奥林匹克运动会赛艇比赛，获得一枚金牌。他于1945年在意大利去世。